# 나카무라 구니오
나카무라 구니오(일본어: 中村邦夫, 1939년 7월 5일 ~ )은 일본의 기업인이다. 2000년부터 2005년까지 파나소닉 사장을 역임하고, 현재 회장을 맡고 있다. 회사 개혁을 이끌었다는 평가를 받지만, 2000년대 중반 LCD 대신 PDP에 주력하여 파나소닉 위기의 원인을 제공했다.